# Генрі Ровланд
Генрі Ровланд (Henry-Augustus Rowland, 27 листопада 1848 — 16 квітня 1901) — американський фізик і викладач Університету Джонса Гопкінса, іноземний член Лондонського королівського товариста (1889). Став відомим за високу якість виготовлених ним дифракційних ґраток і за дослідження, які він провів з ними на сонячному спектрі.

## Життєпис
З дитинства почав захоплюватися науками та проводив увесь свій вільний час у лабораторіях.

З 1872 року асистент-професор фізики в політехнічному інституті в Трої (Troy, NY), а з 1876 року і до смерті займав посаду професора фізики в Університеті Джонса Гопкінса в Балтіморі.

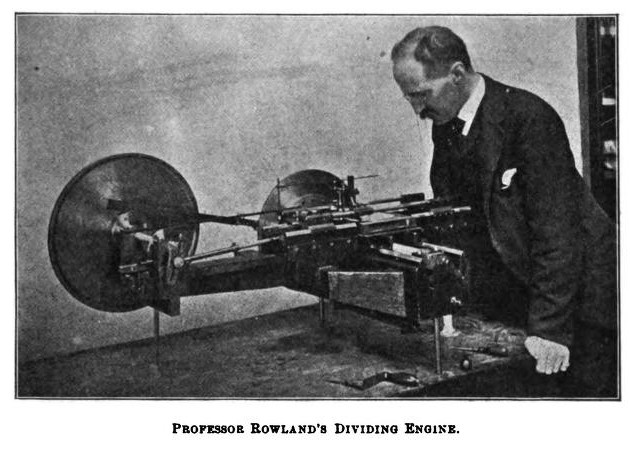
Ровланд разом зі розділовою машиною (dividing engine)

Писав праці в галузі електродинаміки, оптики, спектроскопії. У 1876 році довів, що конвекційний струм вільних зарядів у рухомому провіднику за своєю магнітною дією є тотожний до струму провідності в нерухомому провіднику (дослід Роуланда). Цей дослід зіграв важливу роль в підтвердженні рівнянь Максвелла для рухомих середовищ. У 1880 році з високою точністю визначив механічний еквівалент теплоти, отримавши значення 426,2 кгм/ккал.
У 1882 році винайшов увігнуту дифракційну ґратку і досяг великих успіхів у техніці їх виготовлення, зокрема виготовив ґратки з 800 штрихами на міліметрі. Побудував розділову машину для виготовлення увігнутих дифракційних ґратек, що значно розширило можливості спектроскопії. 1893 року розробив теорію дифракційної ґратки. Склав фотографічний атлас сонячного спектру (1886—1889 роки). Виконав нові вимірювання довжин хвиль.
В останні роки свого життя він займався розробкою системи мультиплексу телеграфії.
Між 1899 і 1901 роками він був першим президентом Американського фізичного товариства.

## Пам'ять
1970 року Міжнародний астрономічний союз назвав ім'ям Генрі Ровланда кратер на зворотному боці Місяця.